# Fontány na Place des Vosges
Fontány na Place des Vosges (francouzsky Fontaines de la place des Vosges) je soubor čtyř fontán v Paříži.

## Umístění
Kašny se nacházejí ve 4. obvodu uprostřed náměstí Place des Vosges v rozích Square Louis-XIII.

## Historie
Čtyři fontány na Place des Vosges byly zřízeny z nařízení krále Ludvíka XVIII., který nechal nahradit jednu ústřední sochu skupinou z bílého mramoru. Projekt vypracoval architekt Jean-François Mesnager (1783–1864) a fontány vytvořil sochař Jean-Pierre Cortot (1787–1843).

## Popis
Všechny čtyři fontány jsou identické a jsou vyrobeny z kamene. Každou fontánu tvoří kruhová nádrž. Z jejího středu vystupuje podstavec, který nese dvě mísy – horní menší, spodní větší. Voda tryská z vrcholku podstavce, dopadá do horní, menší mísy a odtud do větší mísy. Odtud je chrlena do kruhové pánve 16 ozdobnými lvími hlavami. Fontány jsou napájeny vodou z řeky Ourcq.